# Rosenbergita
La rosenbergita és un mineral de la classe dels halurs. Nomenat el 1993 per Philip E. Rosenberg (1931-), geoquímic de la Universitat Estatal de Washington, EUA.

## Classificació
La rosenbergita es troba classificada en el grup 3.CD.05 segons la classificació de Nickel-Strunz (3 per a Halurs; C per a halurs complexos i D per a Ino-aluminofluorurs; el nombre 05 correspon a la posició del mineral dins del grup). En la classificació de Dana el mineral es troba al grup 9.3.6.1 (9 per a Halurs normals i 3 per a AX₃; 6 i 1 corresponen a la posició del mineral dins del grup).

## Característiques
La rosenbergita és un halur de fórmula química AlF[F0.5(H₂O)0.5]₄·H₂O. Cristal·litza en el sistema tetragonal. La seva duresa a l'escala de Mohs és 3 a 3,5. És incolora, amb una lluïssor vítria.

## Formació i jaciments
Sol trobar-se en forma d'agregats de cristalls incolors. A les cavitats de pedra calcària altament silicificada (a la mina Cetine, Toscana, Itàlia); i com sublimat de fumaroles (en el cràter de la Muntanya Erebus, Illa Ross, a l'Antàrtida). A trets més generals podem dir que es troba a Europa i a l'Antàrtida.